# 袋衣蛾
袋衣蛾，也称衣蛾、幕衣蛾、织网衣蛾，是蕈蛾科袋衣蛾屬下的两个物种之一。该物种的幼虫喜欢食用羊毛、毛皮、皮衣、毛呢衣服、鱼粉及乾肉等动物产品，甚至导致博物馆展品遭啃咬损坏。
袋衣蛾体型偏小，体长6—7 mm（0.24—0.28英寸），翼展9—16 mm（0.35—0.63英寸）（其中大部分成虫翼展在12—14 mm或0.47—0.55英寸之间）。